# Tv-Avisen fra Dronninglund
|  | Denne artikel er oprettet af botten Steenthbot ud fra en ekstern database. Den kan derfor have sproglige fejl eller mangler. Denne skabelon kan fjernes efter kontrol af indholdet. |

Tv-Avisen fra Dronninglund er en dansk kortfilm fra 1968.

## Handling
En lokal tv-avis fra Dronninglund med alternative nyhedsindslag, fotograferet af bankmand Bent Baumann Jensen. På Amtsygehuset har forskere fundet et medikament mod vokseværk, men der er en række bivirkninger! I Dronningslunds musikorkester spiller en af medlemmerne på 'dobbeltviolin'. I børnehaven har man opdaget et omfattende lakridsmisbrug - hvor langt er springet til hashmisbrug?! Ungdomsskolens forstanderen laver i sin fritid bananer, han mangler bananskræller, så man kan aflevere sine brugte hos ham.
Vist til FDF-fest i 1968.